# 974
974 (CMLXXIV) var ett normalår som började en torsdag i den julianska kalendern.

## Händelser

### Oktober
- Oktober – Sedan Benedictus VI har blivit avsatt och mördad i juni väljs Benedictus VII till påve.

### Okänt datum
- En stor jordbävning drabbar England.[1]

## Födda
- Dinh Tue, kung av Vietnam.
- Ly Thai To, kung av Lydynastin.

## Avlidna
- Juni – Benedictus VI, påve sedan 973 (mördad).

### Fotnoter
1. ↑  Stratton, J.M. (1969). Agricultural Records. John Baker. ISBN 0-212-97022-4